# Kremenca
Kremenca – wieś w Słowenii, w gminie Cerknica. W 2018 roku liczyła 59 mieszkańców.